# Comuna Panaci, Suceava
Panaci este o comună în județul Suceava, Moldova, România, formată din satele Catrinari, Coverca, Drăgoiasa, Glodu, Panaci (reședința) și Păltiniș.
Până în 1925 a făcut parte din județul Fălticeni.

## Așezare
Comuna Panaci este situată în Depresiunea Dornelor, la contactul dintre rama muntoasă formată din Munții Bistriței în latura estica cu pădurile care se desprind din Munții Călimani. Între acestea se află un culoar depresionar creat de Râul Călimănel, care și-a săpat valea pe o linie de fractură care desparte cele două formațiuni.
Comuna Panaci se învecinează:
- La nord cu Comuna Dorna-Arini
- La est Orașul Broșteni
- La sud cu Județul Harghita
- La vest Comuna Șaru Dornei .
Caracterul complex al reliefului este o reflectare directă a originii și structurii geologice:
- Subunitatea cristalinului munților Bistriței are culmi bine pronunțate, cu văi abrupte și accidentate.
- Subunitatea eruptivă are forme de relief mai domoale, dar cu numeroase locuri presărate cu cetăți de stânci și bolovani enormi, proiectați aici de exploziile vulcanice din Masivul Călimani .

Rețeaua hidrografică a comunei
- Este formată dintr-o serie de pâraie precum Călimănelul - afluent al Negrei Șarului spre vest și Drăgoiasa, Tomnatecul, Bolovanișul, Glodu care devin afluenți ai Neagrei sau Negrișoarei.
- Pe teritoriul comunei se întâlnesc numeroase izvoare minerale denumite de localnici “borcuturi”.

Suprafața comunei este de 13.754 hectare.

## Demografie
Componența etnică a comunei Panaci
     Români (92,78%)
     Alte etnii (0,25%)
     Necunoscută (6,97%)
Componența confesională a comunei Panaci
     Ortodocși (91,94%)
     Alte religii (0,88%)
     Necunoscută (7,17%)
Conform recensământului efectuat în 2021, populația comunei Panaci se ridică la 2.036 de locuitori, în scădere față de recensământul anterior din 2011, când fuseseră înregistrați 2.159 de locuitori. Majoritatea locuitorilor sunt români (92,78%), iar pentru 6,97% nu se cunoaște apartenența etnică. Din punct de vedere confesional, majoritatea locuitorilor sunt ortodocși (91,94%), iar pentru 7,17% nu se cunoaște apartenența confesională.

## Politică și administrație
Comuna Panaci este administrată de un primar și un consiliu local compus din 11 consilieri. Primarul, Vasile Cozan[*], de la Partidul Social Democrat, este în funcție din 1996. Începând cu alegerile locale din 2024, consiliul local are următoarea componență pe partide politice:
|  | Partid                          | Consilieri | Componența Consiliului | Componența Consiliului | Componența Consiliului | Componența Consiliului | Componența Consiliului |
|  | ------------------------------- | ---------- | ---------------------- | ---------------------- | ---------------------- | ---------------------- | ---------------------- |
|  | Partidul Social Democrat        | 5          |                        |                        |                        |                        |                        |
|  | Partidul Național Liberal       | 4          |                        |                        |                        |                        |                        |
|  | Alianța pentru Unirea Românilor | 1          |                        |                        |                        |                        |                        |
|  | Alianța Dreapta Unită           | 1          |                        |                        |                        |                        |                        |

## Organizare administrativă
Reședința comunei este Satul Panaci.
Comuna are în componență 6 sate: Panaci, Coverca, Păltiniș, Drăgoioasa, Glodu, Catrinari.

## Căi de comunicație
Comuna este strabatută de:
- Drumul județean DJ174 care vine de la Vatra Dornei , intră în comună prin satul Panaci, trece prin satele Coverca și Păltiniș și iese prin satul Drăgoioasa mergând pe valea Neagra spre Orașul Broșteni
- Drumul județen DJ174E care pornește de lângă satul Păltiniș trece prin satul Catrinari pe valea Negrișoara și se reconeactează la DJ174 la Gura Negrișoarei.
- Drumul județean DJ174C care trece prin satul Glodu și se conectează la sud la DJ174 la Gura Glocrului iar la nord la DJ174E prin DC79.

Alte căi de acces sunt drumurile comunale pietruite care fac legătura dintre sate și cătune, fiind în administrarea comunei.

## Activități economice
Ocupații:
- Exploatarea și prelucrarea lemnului
- Creșterea animalelor
- Procesarea laptelui
- Exploatarea apelor minerale
- Agroturism
- Comerț
- Agricultura este o activitate redusă datorită solului sărac

## Servicii sociale
Comuna nu dispune de o rețea de apă potabilă și de o rețea de canalizare.
Rețeaua de învățământ cuprinde 3 grădinițe și 5 școli
Există un cămin cultural și o bibliotecă.
Asigurarea serviciilor de sănătate se realizează prin intermediul unui dispensar uman.

## Clima
Climatul în zona este de tip montan.

## Istoric
În anii 1790 – 1791, pe teritoriul actual al comunei, s-a stabilit împreună cu o familie numeroasă oierul Iftimie Negrea, originar din comuna Crucea. Gospodăria și-a întemeiat-o în centrul actual al satului, pe cursul Călimănelului, iar sălașul vitelor îl avea în actualul sat Coverca. Fiind priceput în tratarea și vindecarea unor afecțiuni umane și veterinare prin metode tradiționale naturiste, acesta a fost poreclit “Panac”, de unde își trage numele satul Panaci.

## Repere turistice
- Pasul Păltiniș care este cale de acces între Vatra Dornei și Județul Neamț, cu drum pavat cu bârne de lemn.
- Depozitul fosilifer Glodu (scoici mari)
- Arborele Zmeu
- Izvoarele de apă minerală
- Mănăstirea Catrinari
- Schitul Piatra Tăieturii
- Catedrala Munților cu hramul Sfinții Apostoli Petru și Pavel, care este o biserică pictată atât în interior cât și în exterior denumită și înregistrată ca monument istoric

## Oportunități turistice de vecinătate
- Depresiunea Bilbor: Mlaștina cu borviz (Pârâul Dobreanu), Rezervația de mesteacăn pitic (Betula nana) de pe Pîrîul Rușilor, Biserica de lemn din Bilbor "Sf. Nicolae" (1790), Drumul Rușilor
- Stațiunea Vatra Dornei
- Comuna Șaru Dornei
- Trasee turistice pe Platoul Călimanilor, în Munții Borsecului sau Munții Bistriței

## Despre oameni și locuri

### Personalități locale
- Generalul de corp de armată Ioan Manoilă (arma Vânători de munte)[9]
- Gheorghe Acatrinei (1928 - 2013), politician.

### Studii, monografii
- Tofan, G. B. (2013), Componenta nordică a ulucului depresionar din Grupa Centrală a Carpaților Orientali (Drăgoiasa-Glodu-Bilbor-Secu-Borsec-Corbu-Tulgheș) Arhivat în 19 decembrie 2013, la Wayback Machine.; Teză de doctorat, Ed. Presa Universitară Clujeană, Cluj-Napoca,510 p., și 3 planșe color,ISBN 978-973-595-499-4.